# آلن باومگارتن
آلن باومگارتن (انگلیسی: Alan Baumgarten؛ زادهٔ ۱ فوریهٔ ۱۹۵۷) تدوین‌گر اهل ایالات متحده آمریکا است.
وی همچنین برندهٔ جوایزی همچون جوایز امی شده‌است.